# Karel Hynek Mácha
Karel Hynek Mácha (ur. 16 listopada 1810 w Pradze, zm. 6 listopada 1836 w Litomierzycach) – czeski pisarz i poeta. Najbardziej znany przedstawiciel czeskiego romantyzmu.

## Życiorys
Urodził się 16 listopada 1810 r. w Pradze na Maléj Stranie. Matka pochodziła z muzykalnej rodziny. Ojciec, po przybyciu ze wsi do czeskiej stolicy, początkowo pracował jako pomocnik młynarza, później został sklepikarzem.
W latach 1824–1830 uczył się w miejskim gimnazjum (niemieckim). W domu mówiono po czesku. Po zdaniu matury rozpoczął studia filozoficzne w Pradze. W 1836 r. ukończył studia prawnicze i rozpoczął praktykę w kancelarii adwokackiej w Litomierzycach.
Miał stosunkowo częste problemy z policją, ponieważ spotykał się i pomagał polskim powstańcom. Był zachwycony rewolucją francuską. Jego wielką pasją było podróżowanie i zwiedzanie miast. Już w czasie swoich studiów podejmował liczne wyprawy do północnych Czech, w Karkonosze i do Wenecji. Zakochał się w Marince Štichovéj, która niebawem zmarła. Po jej śmierci napisał nowelę Marinka. Grał w Teatrze Kajetańskim (Kajetánské Divadlo), w grupie teatralnej skupionej wokół aktora, reżysera i autora sztuk teatralnych Josefa Kajetána Tyla (1808 – 1856) (z jego sztuki Fidlovačka pochodzi czeski hymn narodowy Kde domov můj (Gdzie mój dom). W Teatrze Kajetańskim poznał Eleonorę Šomkovą. Ze związku narodził się nieślubny syn. Macha postanowił szybko przygotować się do ślubu. Nie zdążył zrealizować tego zamiaru, zmarł przedwcześnie 6 listopada 1836 r. Bezpośrednią przyczyną śmierci było wyziębienie organizmu, do którego doszło podczas gaszenia pożaru. W akcie zgonu odnotowano, że przyczyną było zapalenie płuc, możliwe jednak, że w rzeczywistości zmarł na tyfus albo cukrzycę. Pogrzeb odbył się w dniu planowanego ślubu. W 1939 r. ciało ekshumowano i z państwowymi honorami złożono na Cmentarzu Wyszechradzkim.

## Inspiracje
Mácha już jako student czytał wszystko, co znalazło się w zasięgu jego ręki, od rycerskich romansów po dzieła sobie współczesne. Inspiracje czerpał m.in. z dzieł Szekspira, Goethego, Byrona, Hájka i Herdera. Ważnym elementem występującym w jego dziełach jest przyroda. Macha jako awanturnik chętnie podróżował po kraju. W Máju inspiracją stała się dla niego przyroda wokół zamku Bezděz. Pierwsze wiersze tworzył po niemiecku, później pisał w obydwu językach, u schyłku życia tworzył po czesku.

## Twórczość

### Dramat
- Bratři (Bracia),
- Král Fridrich (Król Fryderyk),
- Bratrovrah (Bratobójca),
- Boleslav (Bolesław).

### Liryka
- Mnich,
- Návrat (Powrót),
- Máj – liryczno-epickie dzieło z nierozwiniętą akcją, obejmuje 4 pieśni i 2 intermezza. Najbardziej znany utwór Máchy. Pierwsze wydanie ukazało się w kwietniu 1836 r.[3]

### Wiersze
- Versuche des Ignac Macha (Próby Ignacego Machy),
- Hoffnung (Nadzieja),
- Svatý Ivan (Święty Jan),
- Na hřbitově (Na cmentarzu),
- Hrobka králů a knížat českých (Grobowiec królów i książąt czeskich).

### Proza
- Krkonošská pouť (Karkonoska podróż),
- Obrazy ze života mého (Obrazy z mojego życia) – zbiór opowieści składających się z elementów autobiograficznych,
- Kat – początkowo miała to być tetralogia o (zamkach: Křivoklát(inne języki), Valdek(inne języki), Karlův Týn, Vyšehrad), pozostało jedynie pierwsze dzieło. Akcja powieści rozgrywa się w czasach panowania Wacława IV. Kat jest przyjacielem i przyszywanym bratem Wacława IV. Czuje urazę, ponieważ nie został wybrany królem,
- Klášter Sázavský (Klasztor Sazawski) – nieukończona powieść,
- Večer na Bezdězu (Wieczór na Bezdiezu) – akcja mało znacząca, ujmujące wewnętrzne stany autora,
- Cikáni (Cyganie),
- Marinka (Marynka) – tragedia romantyczna.